# Uzwil
Uzwil (oficialmente hasta 1964 Henau) es una ciudad y comuna suiza del cantón de San Galo, ubicada en el distrito de Wil. Limita al norte con la comuna de Zuzwil, al noreste y este con Oberbüren, al sur con Oberuzwil, y al oeste con Jonschwil y Wil.
En Uzwil están ambientadas las películas españolas Un franco, 14 pesetas y 2 francos, 40 pesetas.

## Geografía
La comuna está compuesta de varias localidades:
- Uzwil
- Niederuzwil
- Henau
- Algetshausen
- Niederstetten
- Oberstetten
- Stolzenberg

## Transportes
Ferrocarril
Existe una estación principal en el núcleo urbano de Uzwil, la estación de Uzwil, donde efectúan parada numerosos trenes de larga distancia y de la red de cercanías S-Bahn San Galo. En el noroeste de la comuna, está ubicada la estación de Algetshausen-Henau, en la que paran solamente los trenes de cercanías  de la red S-Bahn San Galo.